# John Hutton Balfour

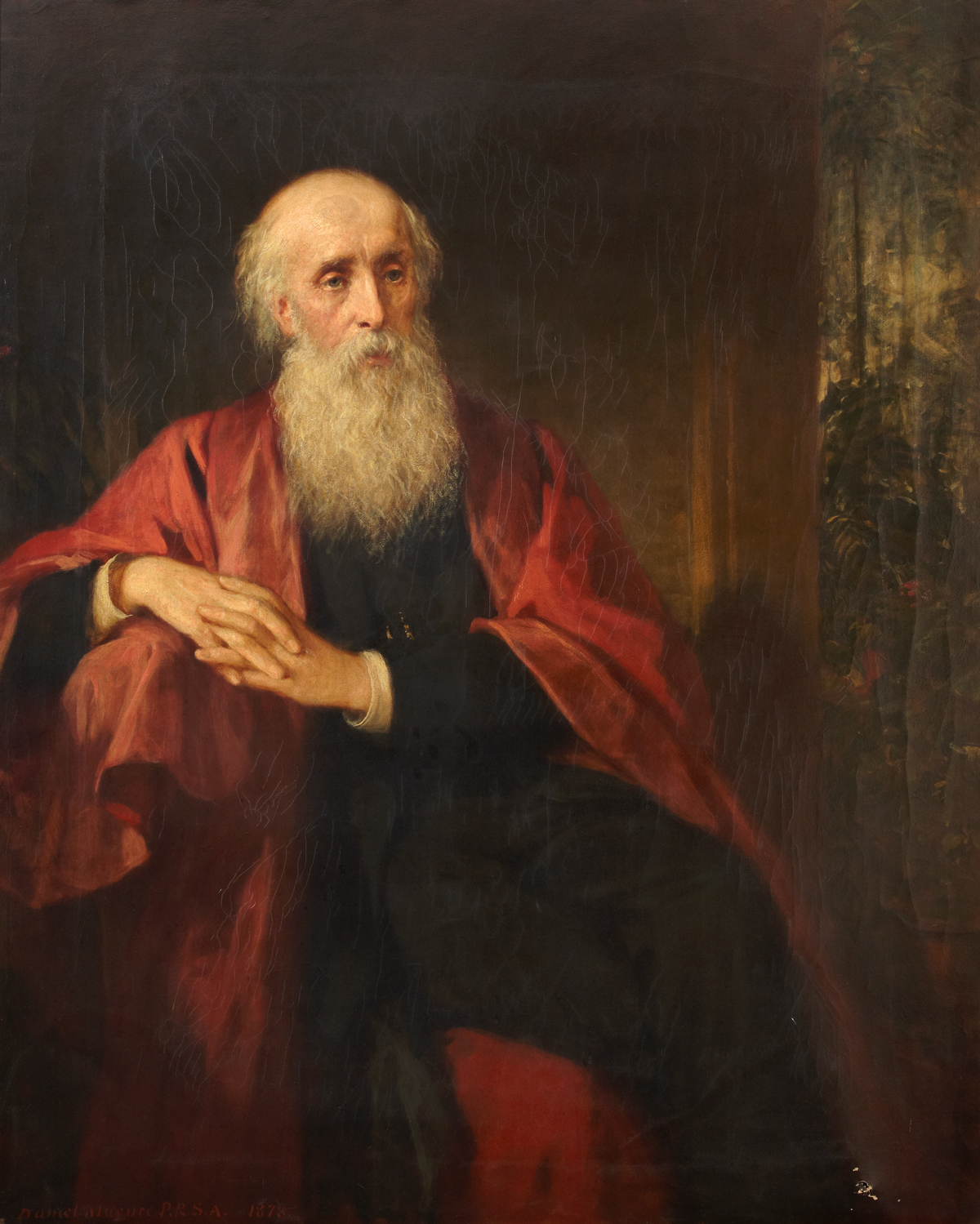
John Hutton Balfour, Gemälde von Daniel Macnee (1878)

John Hutton Balfour (* 15. September 1808 in Edinburgh; † 11. Februar 1884 Edinburgh) war ein schottischer, britischer Arzt und Botaniker. Sein offizielles botanisches Autorenkürzel lautet „Balf.“

## Leben und Wirken
Der 1808 in Edinburgh geborene John Hutton Balfour besuchte in seinem Heimatort die Royal High School. Danach studierte er an der Universität St Andrews sowie an der Universität Edinburgh, die er mit der Graduierung als Master of Arts und 1832 als Doktor der Medizin abschloss. Im gleichen Jahr wurde er Mitglied des Royal College of Surgeons of Edinburgh. Obwohl er ursprünglich ein kirchliches Amt anstrebte, eröffnete er 1834 eine medizinische Praxis in Edinburgh.
Durch sein Interesse an der Botanik und sein wachsendes botanisches Wissen wurde er 1836 einer der Mitbegründer der Botanical Society of Edinburgh und 1838 des Edinburgh Botanical Club. Nachdem er schon ab 1840 Vorlesungen in Botanik gab, bekam er 1841 die Regius Professur für Botanik an der Universität Glasgow. 1845 wurde er dann zum Professor für Botanik an der Universität Edinburgh, zum Leiter des Königlichen Botanischen Gartens (Keeper of the Royal Botanic Garden Edinburgh) und zum Königlichen Botaniker für Schottland (Queen’s botanist for Scotland) ernannt. Unter seiner Obhut wurde der Königliche Botanische Garten vergrößert und ein Palmengarten, ein Steingarten, ein Arboretum und ein Museum aufgebaut.
Balfour war als begabter Lehrer und Experimentator bekannt, der gerne Erkenntnisse anderer wissenschaftlicher Disziplinen aufgriff. So reagierte er auf James Young Simpsons Experimente mit Anästhetika für Menschen, indem er mit seinen Studenten die Reaktion von Pflanzen auf Anästhetika untersuchte. Wegen seiner energischen Führung auf botanischen Exkursionen erhielt er den Spitznamen „Holzfaser“ (Woody Fibre).
Balfour war 30 Jahre lang Dekan der medizinischen Fakultät in Edinburgh und unterrichtete als erster Professor für Medizin seine Studenten in Mikroskopie. Dort entdeckte er auch eine später nach ihm benannte Krankheit, die „Balfoursche Krankheit“ (Balfour’s disease), eine besondere Form der Leukämie, die mit multiplen Knochentumoren einhergeht. Seine zahlreiche Veröffentlichungen während der Jahre 1862 bis 1875 betreffen jedoch ausschließlich botanische Themen.
Balfour unterhielt eine rege Korrespondenz mit vielen zeitgenössischen Wissenschaftlern, so auch mit Charles Darwin, für den er nach dessen Tod einen Nachruf schrieb. Neben vielen eigenen Veröffentlichungen trug er auch zum Kapitel Botanik der achten Ausgabe der Encyclopædia Britannica bei. Nach seiner Emeritierung 1879 zog er sich ins Privatleben zurück.
John Hutton Balfours Sohn, Isaac Bayley Balfour (1853–1922), studierte ebenfalls Botanik. Als er ebenfalls Leiter des Königlichen Botanischen Gartens von Edinburgh wurde, setzte er das Werk seines Vaters fort und wandelte den Botanischen Garten in einen der größten Botanischen Gärten der Welt um.

## Ehrungen
- Balfour wurde von allen drei Universitäten, mit denen er in Kontakt gestanden hatte, der Universität St Andrews, der Universität Glasgow und der Universität Edinburgh, zum Ehrendoktor der Jurisprudenz (LLD) ernannt.
- Die Universität Edinburgh vergibt einen nach John Hutton Balfour benannten Preis für Botanik (The Hutton Balfour Prize for Botany).

Am 5. Januar 1835 wurde Balfour Mitglied („Fellow“) der Royal Society of Edinburgh. Am 5. Juni 1856 wurde Balfour zum Mitglied („Fellow“) der Royal Society gewählt.
Ihm zu Ehren wurde die Gattung Balfourodendron Mello ex Oliv. aus der Pflanzenfamilie der Rautengewächse (Rutaceae) benannt.
James Hector benannte 1859 den 3272 m hohen Mount Balfour in den kanadischen Rocky Mountains (Yoho-Nationalpark, British Columbia) nach Balfour.

## Schriften (Auswahl)
- A manual of botany: being an introduction to the study of the structure, physiology, and classification of plants. John Joseph Griffin & Co., London 1849.
- Phyto-theology; or, botanical sketches intended to illustrate the works of God in the structure, functions, and general distribution of plants.  Johnstone & Hunter, London / Edinburgh 1851 (Digitalisat).
  - 3. Auflage: Botany and religion. Or Illustrations of the works of God in the structure, functions, arrangement, and general distribution of plants. Adam and Charles Black, Edinburgh 1859 (Digitalisat).
  - 4. Auflage, Oliphant, Anderson, & Ferrier, Edinburgh 1882 (Digitalisat).
- Class Book of Botany. Being an Introduction to the Study of the Vegetable Kingdom. Adam and Charles Black, Edinburgh 1852 (Digitalisat).
- Outlines of Botany. Being an Introduction to the Study of the Structure, Functions, Classification and Distribution of Plants. Adam and Charles Black, Edinburgh 1854.
- The plants of the Bible. Trees and shrubs. T. Nelson and Sons, London / Edinburgh / New York 1857 (Digitalisat).
  - Neue Auflage: Nelson and Sons, London / Edinburgh / New York 1885 (Digitalisat).
- Flora of Edinburgh being a list of plants found in the vicinity of Edinburgh. Adam and Charles Black, Edinburgh 1863 (Digitalisat) – mit John Sadler (1837–1882).
- The Elements of Botany for the Use of Schools. Adam and Charles Black, Edinburgh 1869.
- Introduction to the Study of Palæontological Botany. Adam and Charles Black, Edinburgh 1872 (Digitalisat).

Zeitschriftenbeiträge
- Obituary Notice of Charles Robert Darwin. In: Transactions and Proceedings of the Botanical Society of Edinburgh. Band 14, 1883, S. 284–288 (Digitalisat, Volltext).